# Peters Marland
Peters Marland è un villaggio e parrocchia civile dell'Inghilterra, appartenente alla contea del Devon.